# Adam Thebesius
Adam Thebesius (6. prosince 1596 – 12. prosince 1652) byl slezský evangelický duchovní a skladatel ducnovních písní.
Od roku 1642 působil jako přísedící knížecí konzistoře.
K jeho nejznámějším písním patří Du großer Schmerzenmann vom Vater so geschlagen.